# Hammam de Bayezid II
Le Hammam de Bayezid II (en turc : Beyazıt Hamamı) est un hammam historique à Istanbul, en Turquie. C'est l'un des plus grands hammams de la ville ,. Il faisait historiquement partie du külliye (complexe religieux et caritatif) de la mosquée Bayezid II située à proximité . Le hammam est situé sur la rue Divanyolu, à une courte distance à l'ouest de la mosquée.

## Histoire

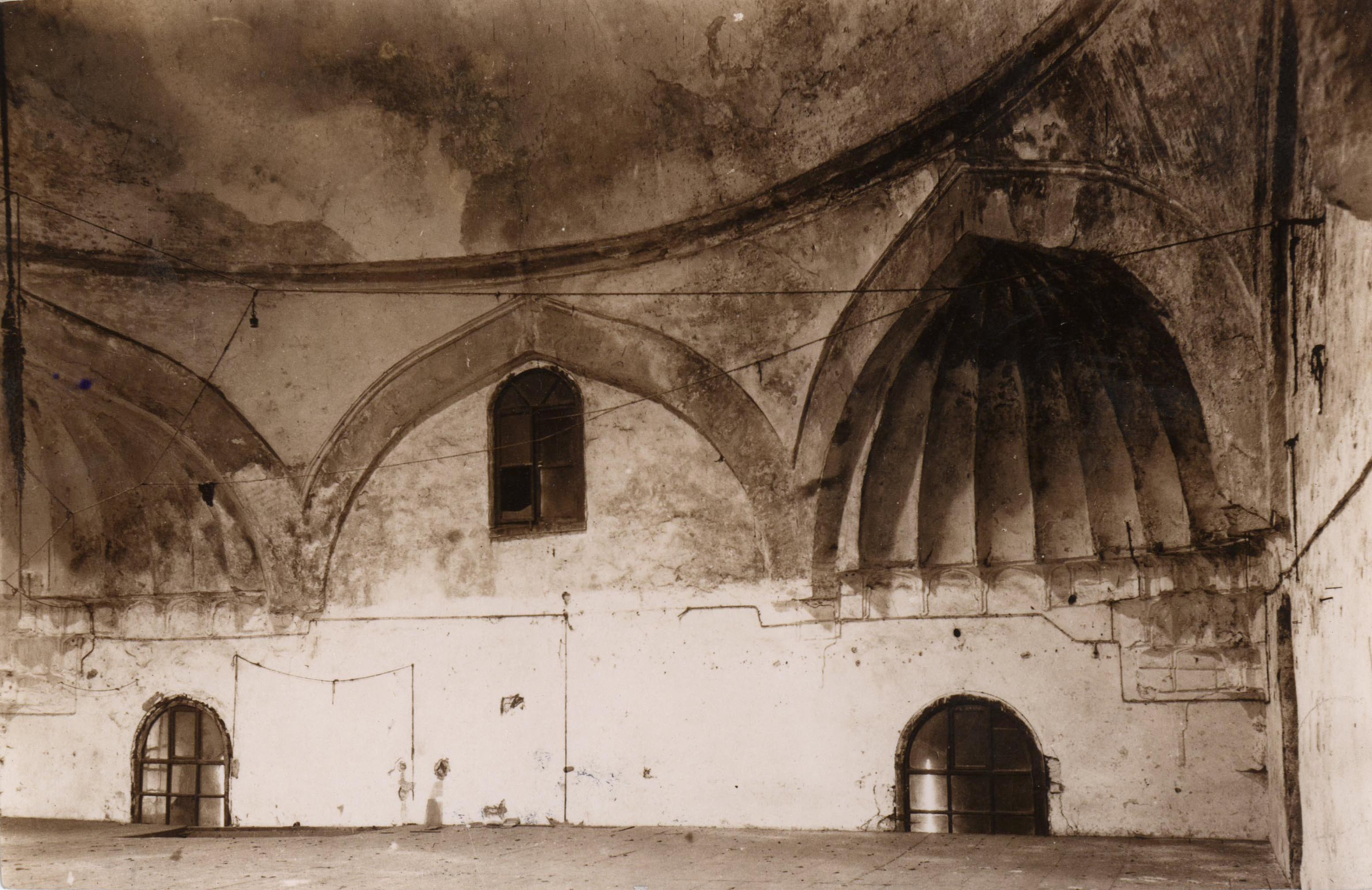
Intérieur du camekan du hammam (ancienne photographie)

La mosquée Bayezid II et külliye est parmi les plus anciens exemples de mosquée impériale et de complexe caritatif à Istanbul (précédé uniquement du complexe de la mosquée Fatih). La mosquée a été construite entre 1500 et 1505, sa medrese (médersa) a été achevée en 1507, et elle comprenait également un imaret (soupe populaire), un caravansérail et plusieurs mausolées (türbe). L'architecte du complexe n'est pas certainement établi, mais Yakubşah ibn Islamşah est cité par certains chercheurs comme l'architecte en chef le plus probable, l'autre candidat étant Hayreddin, bien qu'au moins l'un des architectes adjoints de Yakubşah lui ait succédé pour terminer la medrese . Le Hammam de Bayezid est mentionné dans les documents historiques en 1507, ce qui signifie qu'il doit avoir été achevé avant cette date . Peu de temps après la construction, le hammam a été donné à un vakfiye (waqf) pour un autre külliye commandé par Gülbahar Hatun, la femme de Bayezid et la mère de Selim Ier . Des fragments de l'ancienne colonne triomphale du Forum de Théodose adjacent ont été découverts intégrés dans les fondations du hammam .
Les bains ont été rénovés à la suite d'un incendie en 1714 . Les bains sont également populairement associés à Patrona Halil, chef d'un soulèvement qui a déposé Ahmed III en 1730, qui aurait été employé comme préposé au hammam ici ,.
À la fin du XXe siècle, le hammam était en mauvais état ,. En 2000, le hammam a été exproprié et transféré à la propriété de l'Université d'Istanbul . Il a subi un long processus de restauration commençant en 2003 et se poursuivant jusqu'en 2010. En 2013, la conversion du bâtiment en musée a commencé et en mai 2015, il a ouvert comme musée de la culture du Hammam turc (Türk Hamam Kültürü Müzesi), avec des salles d'exposition et des expositions axées sur la culture historique entourant les hammams d'Istanbul .

## Architecture

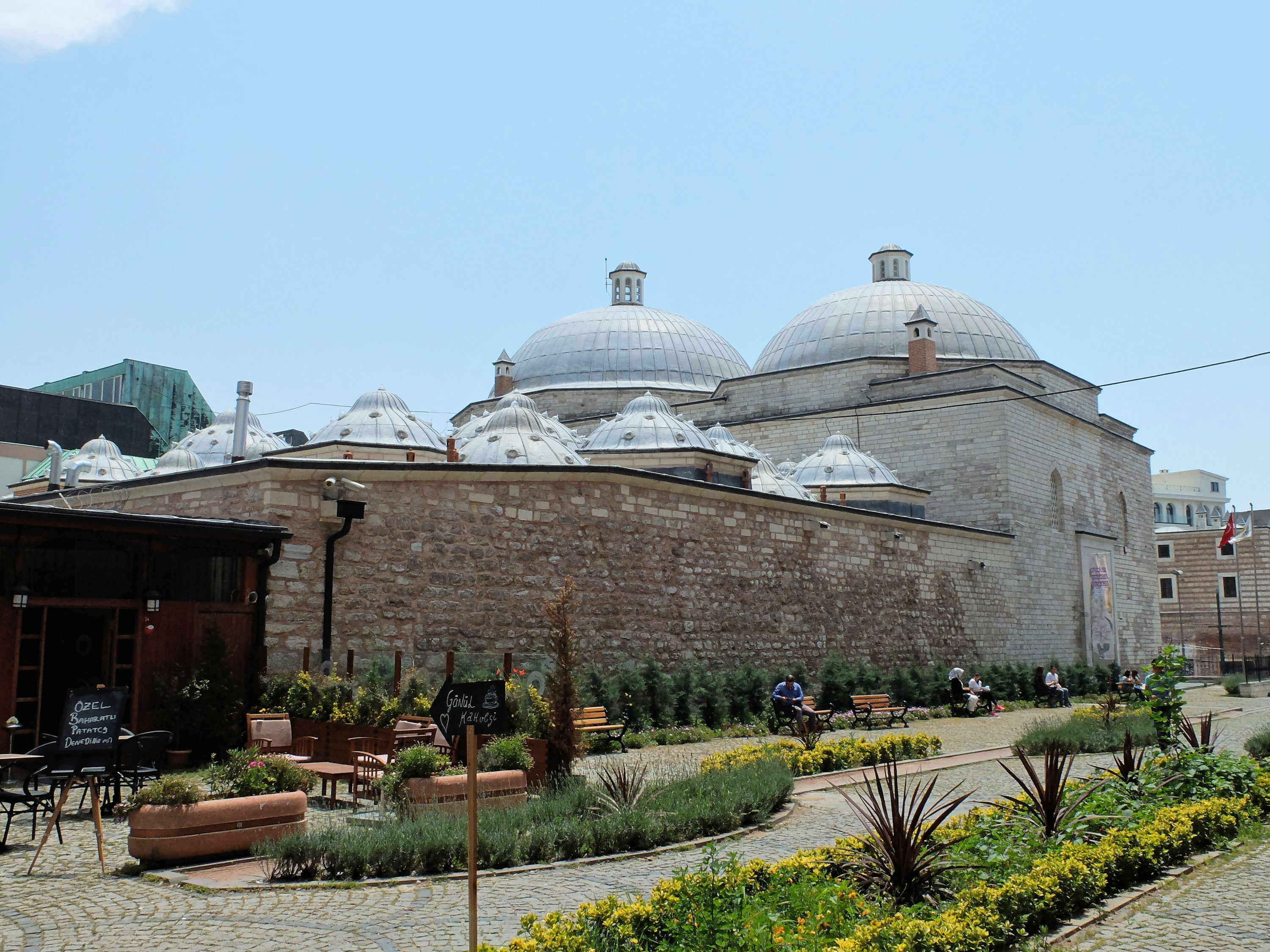
Les dômes du hammam (en 2016)

Le hammam est l'un des plus grands de la ville  et est considéré comme un bon exemple de conception de hammam à l'époque de l'architecture ottomane classique . Son aspect monumental de l'extérieur et son grand portail d'entrée lui ont valu le nom de Hamam-ı Kebir ("Grand Bain")  . C'est un double hammam, ce qui signifie qu'il y a des installations jumelles; une pour les femmes, une pour les hommes. Chaque côté était composé d'une énorme chambre en forme de dôme, le camekân (salle de déshabillage ; également appelée salle froide ou soğukluk), suivi de l'ılıklık (salle tiède ou chambre intermédiaire) et du hararet (salle chaude) ,. Le camekân des femmes est légèrement plus petit que celui des hommes. Le dôme du camekân masculin a un diamètre de 15 mètres. L'intérieur du hammam présentait une décoration en stuc sculpté similaire aux exemples précédents trouvés dans les monuments d'Edirne, avec une partie de la décoration d'origine subsistant dans les coins des dômes.